# Estampida de La Meca de 2015
El 24 de septiembre de 2015, una estampida humana causó la muerte de al menos 2.070 personas y lesiones a otras 934 durante la peregrinación anual o Hajj en Mina, La Meca, Arabia Saudita.
El incidente ocurrió en la intersección de las calles 204 y 223 que conduce al Puente Yamarat. Las cifras de muertos varían según los reportes. Según Associated Press, reportó 2411 muertos, Reuters declaró 2070 muertos mientras que Agence France-Presse reportó 2236 muertos. Sin embargo, las cifras oficiales saudíes indicaron que al menos 769 personas murieron y otras 934 resultaron heridas.. La mayoría de los muertos eran de origen iraní, nigeriana y maliense. El Ministro Federal de Pakistán para Asuntos Religiosos dijo que 1250 víctimas de la tragedia de Mina no pudieron ser identificadas. Esto es casi igual a los peregrinos reportados como desaparecidos por diferentes naciones. El Ministerio de Salud de Arabia Saudita completó el análisis de ADN de todos los peregrinos no identificados que fueron muertos o heridos en la estampida.
Fue el accidente más mortífero producido durante la peregrinación. También fue el segundo evento con víctimas mortales en La Meca en menos de dos semanas. Anteriormente, el 11 de septiembre, el colapso de una gran grúa en La Meca, mató a 111 personas e hirió a 394.

## Víctimas
| Nacionalidad    | Muertos | Heridos | Desaparecidos | Ref.          |
| --------------- | ------- | ------- | ------------- | ------------- |
| Afganistán      | 2       | —       | 6             | [ 9 ]         |
| Argelia         | 46      | 11      | 3             | [ 10 ]        |
| Bangladés       | 137     | 33      | 53            | [ 11 ]        |
| Benín           | 52      | S/D     | 41            | [ 12 ]        |
| Birmania        | 6       | —       | 5             | [ 13 ]        |
| Burkina Faso    | 22      | —       | 7             | [ 14 ]        |
| Burundi         | 1       | —       | 6             | [ 15 ]        |
| Camerún         | 106     | 100     | 28            | [ 16 ]        |
| Chad            | 52      | —       | 50            | [ 12 ]        |
| China           | 4       | —       | 0             | [ 17 ]        |
| Costa de Marfil | 52      | —       | 7             | [ 18 ]        |
| Egipto          | 190     | 26      | 45            | [ 19 ]        |
| Etiopía         | 53      | —       | —             | [ 20 ]        |
| Filipinas       | 1       | —       | 0             | [ 21 ]        |
| Gambia          | 2       | —       | 0             | [ 22 ]        |
| Ghana           | 17      | —       | 17            | [ 23 ]        |
| India           | 114     | 50      | 10            | [ 24 ]        |
| Indonesia       | 129     | 10      | 0             | [ 25 ]        |
| Irak            | 1       | —       | 0             | [ 26 ]        |
| Irán            | 464     | 14      | 0             | [ 27 ]        |
| Jordania        | 2       | —       | 1             | [ 28 ]        |
| Kenia           | 12      | —       | 0             | [ 29 ]        |
| Líbano          | 1       | —       | 0             | [ 30 ]        |
| Libia           | 10      | —       | 7             | [ 31 ]        |
| Malasia         | 1       | —       | 0             | [ 32 ]        |
| Mali            | 312     | —       | 34            | [ 33 ] [ 34 ] |
| Marruecos       | 42      | 8       | 1             | [ 35 ]        |
| Mauricio        | 5       | 0       | 0             | [ 36 ]        |
| Níger           | 78      | 39      | 41            | [ 37 ]        |
| Nigeria         | 274     | 71      | 43            | [ 38 ]        |
| Omán            | 1       | 5       | 0             | [ 39 ] [ 40 ] |
| Países Bajos    | 1       | —       | 0             | [ 15 ]        |
| Pakistán        | 83      | 68      | 7             | [ 41 ]        |
| Senegal         | 62      | —       | 0             | [ 15 ]        |
| Somalia         | 8       | —       | 0             | [ 15 ]        |
| Sri Lanka       | 1       | —       | 1             | [ 42 ]        |
| Sudán           | 30      | 13      | 2             | [ 43 ]        |
| Tanzania        | 32      | —       | 7             | [ 44 ]        |
| Túnez           | 15      | —       | —             | [ 45 ]        |
| Turquía         | 7       | —       | 0             | [ 46 ]        |
| Uganda          | 1       | —       | 2             | [ 47 ]        |
| Yibuti          | 2       | —       | 3             | [ 48 ]        |
| Desconocidos    | —       | 486     | 0             |               |
| Total           | 2431    | 934     | 427           | [ 49 ] [ 50 ] |

## Reacciones internacionales
- Arabia Saudita: En una conferencia de prensa celebrada el día del incidente, el portavoz del Ministerio del Interior Mansour al-Turki trató de abordar la mayoría de los temas relacionados con el incidente. Dijo que una investigación estaba en curso y que la causa exacta del hacinamiento que llevó a la estampida mortal en la calle Mina 204 estaban aún por determinarse.[51]
- Irán: El gobierno iraní criticó fuertemente a Arabia Saudita por lo que consideraba mal manejo de la peregrinación anual y amenazó con presionar sobre el caso en contra de los gobernantes saudíes en los tribunales internacionales. El incidente aumentó las tensiones sectarias entre ambos rivales regionales, suníes de Arabia Saudita y chiíes de Irán, que ya se habían planteado debido a la agitación del momento en Oriente Medio, con la Guerra Civil Siria y la Guerra civil de Yemen.[52][53][54]